# FireBenchmarks
FireBenchmarks è un addin open source per NUnit in grado di registrare il tempo di esecuzione di test unitari e generare report di performance, grafici e diagrammi in formato XML, CSV, HTML.
Il suo scopo principale è di consentire ad uno sviluppatore o ad un team che lavora tramite l'approccio XP ed altre metodologie agili come il TDD, di migliorare la qualità del software
- integrando metriche di performance ed analisi direttamente nell'ambiente di testing
- controllando e monitorando l'evoluzione di un sistema in termini di complessità algoritmica e carico di sistema.
- portare ad una più profonda comprensione del codice sorgente e del suo flusso di esecuzione

## Caratteristiche
L'architettura di FireBenchmarks è fondata sull'interface EventListeners di NUnit.
Ogni test di NUnit può essere associato all'attributo "marcatore" NJC_TestPerformanceRecorder, in modo che l'addin possa identificare il metodo come test di performance
L'attributo NJC_TestPerformanceRecorder contiene inoltre una serie di proprietà opzionali che consentono allo sviluppatore di specificare metadati e parametri che vanno a modificare e configurare il report di output generato dall'addin per lo specifico test.

## Requisiti
FireBenchmarsk necessita di NUnit 2.5.0 o successivo.

## Esempi
Esempio 1: un test unitario in grado di tracciare il tempo di esecuzione...
- nel filesystem (scelta di default: non c'è necessità di specificare il parametro OutputTargetKind se questa è la modalità desiderata)
- in un file XML usato come archivio di tracciamento storico
- il cui nome di file è basato sul nome del metodo di test, quindi "MyTestMethod.xml"
- il cui file di report è creato nella cartella "C:\MyProjects\MyTests\PerformanceRepository"
- sovrascrivendo eventuali precedenti tracciamenti
- senza specificare un nome identificativo del test
- senza specificare una descrizione testuale del test

```
[Test]

[NJC_TestPerformanceRecorder

(

OutputTargetFormat = NJC_TestPerformanceTargetFormat.Xml, // Output di tipo xml

OutputTargetIdentificationFormat = NJC_TestPerformanceTargetIdentificationFormat.MethodName, // Usare il nome del metodo per generare il nome del file di report

OutputTarget = "C:\\MyProjects\\MyTests\\PerformanceRepository", // Cartella di destinazione: in un'applicazione reale, una costante sarebbe maggiormente consigliata di una stringa hard-codata nel codice dell'attributo

OutputTargetWriteMode = NJC_TestPerformanceTargetWriteMode.OverWrite // sovrascrive gli eventuali precedenti tracciamenti

)]

public
 
void
 
MyTestMethod
()

{

    
/* scrivere qui il codice da testare E tracciare*/

}

```

Esempio 2: un test unitario in grado di tracciare il tempo di esecuzione...
- nel filesystem (scelta di default: non c'è necessità di specificare il parametro OutputTargetKind se questa è la modalità desiderata)
- in un file XML usato come archivio di tracciamento storico
- in un file XHTML usato come report visuale
- il cui nome di file è basato sul full name della classe e del metodo di test "MyTestNameSpace.MyTestClass.MyTestMethod.html"
- il cui file di report è creato nella cartella "C:\MyProjects\MyTests\PerformanceRepository"
- accodando il tracciamento corrente ad eventuali precedenti tracciamenti
- specificando un nome identificativo del test
- specificando una descrizione testuale del test

```
[Test]

[NJC_TestPerformanceRecorder

(

Name = "Performance test 1",

Description = "This is a unit test used as performance tracking element",

OutputTargetFormat = NJC_TestPerformanceTargetFormat.Html, // Output di tipo XHTML

OutputTargetIdentificationFormat = NJC_TestPerformanceTargetIdentificationFormat.ClassFullNameAndMethodName, // full name della classe e del metodo di test

OutputTarget = "C:\\MyProjects\\MyTests\\PerformanceRepository", // Cartella di destinazione: in un'applicazione reale, una costante sarebbe maggiormente consigliata di una stringa hard-codata nel codice dell'attributo

OutputTargetWriteMode = NJC_TestPerformanceTargetWriteMode.Append // accoda gli eventuali precedenti tracciamenti

)]

public
 
void
 
MyTestMethod
()

{

     
/* scrivere qui il codice da testare E tracciare*/

}

```